# 깜빡임
〈깜빡임〉(瞬き 마바타키[*])은 도모토 쯔요시의 통산 11번째 싱글이다.

## 개요
전작 〈Niji의 노래〉로부터 약 2년 만의 싱글이다. 도모토 쯔요시 명의로의 발매는 이 작품으로 4작 연속이다.

## 수록곡

### 초회반 A (도모토쿠베쯔요시짱반)
CD
1. 瞬き / 깜빡임
작사·작곡: 도모토 쯔요시
  - TBS 계열 드라마 《텐마 씨가 간다》 주제가
2. 瞬き - Instrumental -

DVD
1. 瞬き Music Clip
2. 瞬き Music Clip - もらい〇〇 Ver.

### 초회반 B (토쿠베쯔요시짱반)
CD
1. 瞬き / 깜빡임
2. 縁 - groovin' / 연 - groovin'
작사·작곡: 도모토 쯔요시

DVD
1. 레코딩 다큐멘터리

### 초회반 C (텐마반)
CD
1. 瞬き / 깜빡임
2. 電（いなづま） / 번개
작사·작곡: 도모토 쯔요시
  - TBS 계열 드라마 《텐마 씨가 간다》 삽입곡
3. Welcome to shamanippon -TENMA edit Ver.-
작곡: 도모토 쯔요시
  - TBS 계열 드라마 《텐마 씨가 간다》 오프닝 테마

### 통상반
CD
1. 瞬き / 깜빡임
2. Clap your mind
작사·작곡: 도모토 쯔요시
3. Tearful melody
작사·작곡: 도모토 쯔요시
4. Welcome to shamanippon
작사·작곡: 도모토 쯔요시